# Teylingen
Teylingen es un municipio de la Provincia de Holanda Meridional, al oeste de los Países Bajos, creado el 1 de enero de 2006 por la fusión de tres antiguos municipios: Sassenheim, Voorhout y Warmond.